# Cam Ward (Footballspieler)
Cameron Anthony Ward (* 25. Mai 2002 in West Columbia, Texas) ist ein US-amerikanischer American-Football-Spieler auf der Position des Quarterbacks. Er spielte College Football für die Miami Hurricanes der University of Miami. Im NFL-Draft 2025 wurde er als Gesamterster von den Tennessee Titans ausgewählt.

## Frühe Jahre

### Highschool
Ward wurde im texanischen West Columbia geboren, wo er auch aufwuchs. Er besuchte die Columbia High School in seiner Geburtsstadt, an der er in der Football- und Basketballmannschaft aktiv war. Mit seiner Basketballmannschaft war er sehr erfolgreich und entwickelte sich zum All-Time Leading-Scorer seiner Mannschaft. In der Footballmannschaft kam er schon ab seinem Sophomore-Jahr regelmäßig zum Einsatz, ab seinem Junior-Jahr als Starting Quarterback. In seinen drei Jahren als Quarterback konnte er den Ball für 2261 Yards und 17 Touchdowns bei 10 Interceptions werfen. 2019 wurde er mit seiner Mannschaft Co-Champion in seinem Distrikt, außerdem wurde Ward zum Quarterback im All-District-Team gewählt. Aufgrund der oftmals genutzten Wing-T-Offensivformation konnte sich Ward jedoch nicht als Quarterback besonders in Erscheinung setzen. So hatte er bis kurz vor Ende seiner Highschoolkarriere kein Stipendienangebot einer Universität erhalten, ehe im Frühjahr 2020 ihm die University of the Incarnate Word aus San Antonio doch noch ein Stipendium anbot.

### College
An der University of the Incarnate Word wurde er direkt in seiner ersten Saison zum Starting Quarterback ernannt, die Saison wurde jedoch aufgrund der COVID-19-Pandemie abgesagt und ins darauffolgende Frühjahr verschoben. In der verschobenen Saison konnte er jedoch sehr überzeugen und warf den Ball in sechs Spielen für 2260 Yards und 24 Touchdowns. Für diese Leistung erhielt er nach der Saison den Jerry Rice Award als bester Freshman in der FCS, außerdem wurde er zum besten Freshman seiner Conference gewählt. In der Saison 2021, seiner ersten vollständigen, konnte er an die guten Leistungen anknüpfen und warf für 4648 Yards und 47 Touchdowns bei nur 10 Interceptions, woraufhin er zum SCL Offensive Player of the Year ernannt wurde. Nach der Saison gab Ward jedoch bekannt, über das Transfer-Portal die Universität zu wechseln.
So wechselte er zur Saison 2022 an die Washington State University in Pullman, Washington, wo er ebenfalls auf Anhieb zum Starting Quarterback ernannt wurde. In seinen zwei Jahren an der Schule kam er in 25 Spielen zum Einsatz und konnte dabei den Ball für 6968 Yards bei 48 Touchdowns und 16 Interceptions werfen. Im Dezember 2023 verließ er die Washington State University mit einem Abschluss in Wirtschaft, und trat erneut in das Transfer-Portal ein. Kurz später verkündete er, am NFL-Draft 2024 teilnehmen zu wollen.
Diese Entscheidung machte er jedoch im Januar 2024 wieder rückgängig und wechselte an die University of Miami. Auch dort wurde er Starting Quarterback und konnte in seinem Jahr an der Universität den Ball für 4313 Yards und 39 Touchdowns bei nur 7 Interceptions werfen. Aufgrund dieser sehr starken Leistungen wurde er mit dem Davey O’Brien Award als bester Quarterback im College Football ausgezeichnet. Außerdem wurde er ins First-Team All-American, First-Team All-ACC und zum ACC Player of the Year gewählt. Auch mit seiner Mannschaft war er sehr erfolgreich, so konnten sie 10 der 13 Regular Season Spiele gewinnen. Allerdings unterlagen sie im Pop Tarts Bowl der Iowa State University. Ward entwickelte sich in der Saison zu einem der besten Spieler für den NFL Draft 2025. Dort wurde er an erster Stelle von den Tennessee Titans ausgewählt.

## Privates
Wards Mutter war Basketballlehrerin an seiner Highschool. Sein Cousin Kyron Drones spielt für die Virginia Tech University College Football. Außerdem ist er mit dem NFL-Spieler Quandre Diggs von den Tennessee Titans sowie dem ehemaligen Spieler Quentin Jammer verwandt.